# Station Viroflay-Rive-Droite
Station Viroflay-Rive-Droite is een spoorwegstation aan de spoorlijn Paris-Saint-Lazare - Versailles-Rive-Droite. Het ligt in de Franse gemeente Viroflay in het departement Yvelines (Île-de-France).

## Geschiedenis
Het station werd op 18 juli 1840 geopend. Sinds zijn oprichting is het station eigendom van de Société nationale des chemins de fer français (SNCF).

## Ligging
Het station ligt op kilometerpunt 20,351 van de spoorlijn Paris-Saint-Lazare - Versailles-Rive-Droite.

## Diensten
Het station wordt aangedaan door treinen van Transilien lijn L tussen Paris-Saint-Lazare en Versailles-Rive-Droite.

## Vorig en volgend station
| Richting               | Vorig station | Lijn    | Volgend station      | Richting           |
| ---------------------- | ------------- | ------- | -------------------- | ------------------ |
| Versailles-Rive-Droite | Montreuil     | Trans L | Chaville-Rive-Droite | Paris-Saint-Lazare |